# Светлана Бојковић
Светлана Бојковић (Земун, 14. децембар 1947) српска је филмска, телевизијска и позоришна глумица. У серијама Синише Павића Бољи живот, Срећни људи и Породично благо је увек добијала улоге личности које су имале високи ниво етикеције у опхођењу.

## Биографија
Рођена је 14. децембра 1947. године у Земуну. Након основне школе, завршила је Четрнаесту београдску гимназију. Бојковићева је дипломирала на Академији за позориште, филм, радио и телевизију у Београду, 1970. године. Остварила је велики број улога у позоришту, као и на филму и на телевизији, од којих треба истаћи следеће: „Пас који је волео возове“ (1977), „Нека друга жена“ (1981), „Хало такси“ (1983), „Бољи живот“ (ТВ серија) (1987—1991), „Смрт госпође министарке“ (ТВ) (1991), „Срећни људи“ (ТВ серија) (1993—1996), „Породично благо“ (ТВ серија) (1998—2002).
Каријеру је започела 1967. године, филмом Једног дана мој Јамеле, да би десет година касније остварила свој највећи успех на филму, захваљујући улози Мике у социјалној драми Пас који је волео возове. Светлана Бојковић је деведесетих свакако била највећа домаћа телевизијска звезда захваљујући улогама у изузетно популарним ТВ серијама Синише Павића: најпре као Емилија Попадић у Бољем животу, затим као сестра Антонија Милорадовић у Срећним људима, и на крају као Валерија Гавриловић у Породичном благу. Улога главне медицинске сестре Антоније сматра се ремек-делом домаћег глумишта.
Из брака са глумцем Милошем Жутићем, за кога се удала 1968. године, има кћерку, такође глумицу, Катарину Жутић (1972). Бојковићева се 2011. године удала по трећи пут, за дипломату Славка Круљевића, амбасадора Републике Србије у Финској. Наредне године се преселила у Хелсинки, и на кратко прекинула своју каријеру.
Део своје уметничке заоставштине предала је удружењу Адлигат.

## Признања
- Добричин прстен, за животно дело, највећа глумачка награда у Србији (2005)
- Велика Жанка која се додељује глумицама које су својим радом изузетно допринеле српској филмској, телевизијској и позоришној уметности (2003)
- Награда Павле Вуисић, за изузетан допринос уметности глуме на домаћем филму (2017)
- Златни ћуран, за животно дело на фестивалу Дани комедије у Јагодини (2015)
- Нушићева награда, за животно дело глумцу комичару (1999)
- Статуета Јоаким Вујић, за изузетан допринос развоју позоришне уметности Србије (1995)
- Октобарска награда града Београда за развој уметности
- Златна арена, за најбољу главну женску улогу на Филмском фестивалу у Пули за улогу у филму Пас који је волео возове (1978)
- Статуета Ћуран, за улогу у представи „Пучина” на фестивалу Дани комедије у Јагодини (1978)
- Статуета Ћуран, за улогу у представи „Учене жене” на фестивалу Дани комедије у Јагодини (1991)
- Зоранов брк, за улогу Драгице у представи „Моја ти" (2017)
- Глумачки пар године "Она и он", са Марком Николићем (1987)
- Награда Златни платан за изузетан допринос евро—медитеранском филму, Фестивал медитеранског и европског филма у Требињу (2018)[6]
- Стеријина награда, за нарочите заслуге на унапређењу позоришне уметности и културе (2019)[7][8]
- Велика повеља Бранковог кола (2021)[9]

## Филмографија
| Год.       | Назив                                          | Улога                        |
| ---------- | ---------------------------------------------- | ---------------------------- |
| 1960-те    |                                                |                              |
| 1967.      | Једног дана мој Јамеле (ТВ)                    |                              |
| 1968.      | Првокласни хаос (Мини серија)                  |                              |
| 1968.      | Под стакленим звоном (ТВ)                      |                              |
| 1968.      | Љубитељ голубова (ТВ)                          |                              |
| 1968.      | Ледено љето (ТВ)                               |                              |
| 1968.      | Дошљаци (ТВ)                                   |                              |
| 1969.      | Потоп (ТВ)                                     |                              |
| 1969.      | Величанствени рогоња (ТВ)                      | Стела                        |
| 1969.      | Три серенаде (ТВ)                              |                              |
| 1969.      | Преко мртвих (ТВ)                              | Олга                         |
| 1969.      | Обична прича (ТВ)                              |                              |
| 1969.      | Крчма на главном друму (ТВ)                    |                              |
| 1969.      | Једног дана љубав (Кратки филм)                |                              |
| 1970-те    |                                                |                              |
| 1970.      | Протекција (ТВ филм)                           | Драгиња, министрова кћи      |
| 1970.      | Омер и Мерима                                  | Мерима                       |
| 1970.      | Ђидо                                           | Љубица                       |
| 1970.      | Рођаци                                         | Ана                          |
| 1971.      | Вежбе из гађања                                | Вероника                     |
| 1971.      | Чедомир Илић                                   | Вишња Лазаревић              |
| 1971.      | Куда иду дивље свиње                           | Вера                         |
| 1972.      | Село без сељака                                |                              |
| 1972.      | Сами без анђела                                |                              |
| 1972.      | Афера недужне Анабеле                          | Анабела                      |
| 1972.      | Амфитрион 38                                   |                              |
| 1972.      | Чучук Стана                                    | Чучук Стана                  |
| 1972.      | Изданци из опаљеног грма                       | Кћерка                       |
| 1973.      | Несрећа                                        | Милена Брун                  |
| 1973.      | Последњи                                       |                              |
| 1973.      | Хотел за птице                                 |                              |
| 1973.      | Велики проналазач (ТВ серија)                  |                              |
| 1973.      | Наше приредбе (ТВ серија)                      | Стела Будичин                |
| 1973.      | Образ уз образ                                 | Цеца                         |
| 1973.      | Позориште у кући 2                             | Беба                         |
| 1974.      | Мистер Долар                                   | Ела, ћерка председника       |
| 1974.      | Заклетва                                       |                              |
| 1974.      | Брак, свеска прва                              |                              |
| 1974.      | Димитрије Туцовић (ТВ серија)                  | Доброслава Ђорђевић          |
| 1975.      | Лепеза леди Виндемир (ТВ)                      | Госпођа Виндермер            |
| 1975.      | Отписани                                       | Оливера                      |
| 1975.      | Драги, буди ми непознат                        |                              |
| 1976.      | Аранђелов удес                                 |                              |
| 1976.      | Изгубљена срећа                                | Деса                         |
| 1976.      | Част ми је позвати вас                         | Цеца                         |
| 1977.      | Пас који је волео возове                       | Мика                         |
| 1977.      | Један дан                                      |                              |
| 1977.      | Жена на камену                                 |                              |
| 1977.      | Никола Тесла                                   | Кетрин Џонсон                |
| 1978.      | Мисао                                          |                              |
| 1978.      | Седам плус седам (ТВ серија)                   | Цеца                         |
| 1978.      | Пучина                                         | Јованка, супруга             |
| 1978.      | Игра у двоје                                   |                              |
| 1978.      | Повратак отписаних (ТВ серија)                 | Стана                        |
| 1980-те    |                                                |                              |
| 1980.      | Београдска разгледница 1920                    |                              |
| 1980.      | Љетовање на југу                               |                              |
| 1980.      | Позоришна веза                                 | Лела                         |
| 1980.      | Сунце                                          |                              |
| 1981.      | Црвена краљица                                 | Магда Михајловић             |
| 1981.      | Нека друга жена                                | Даница                       |
| 1981.      | Светозар Марковић                              |                              |
| 1982.      | Три сестре                                     |                              |
| 1983.      | Сумрак                                         |                              |
| 1983.      | Последње совуљаге и први петли                 | Душица                       |
| 1983.      | Хало такси                                     |                              |
| 1985.      | X+Y=0                                          | госпођа Y                    |
| 1985.      | Приче из фабрике                               | Свјетлана Пашић              |
| 1986.      | Фрка (ТВ серија)                               |                              |
| 1986.      | Неозбиљни Бранислав Нушић                      | бранилац                     |
| 1987—1988. | Бољи живот                                     | Емилија Попадић              |
| 1989.      | Бољи живот                                     | Емилија Попадић              |
| 1990-те    |                                                |                              |
| 1990.      | Гала корисница: Атеље 212 кроз векове          |                              |
| 1990.      | Ваљевска болница                               | Надежда Петровић             |
| 1990.      | Љубав је хлеб са девет кора                    |                              |
| 1991.      | Смрт госпође Министарке                        | Живана Жанка Стокић          |
| 1991.      | Конак                                          |                              |
| 1990—1991. | Бољи живот 2                                   | Емилија Попадић              |
| 1992.      | Полицајац са Петловог брда (филм)              | Радмила                      |
| 1993.      | Полицајац са Петловог брда (ТВ серија из 1993) | Радмила                      |
| 1993—1994. | Срећни људи                                    | Антонија Милорадовић         |
| 1994.      | Вуковар, једна прича                           | Вилма                        |
| 1994.      | Полицајац са Петловог брда (ТВ серија из 1994) | Радмила                      |
| 1994.      | Новогодишња прича                              | Живадинка                    |
| 1996.      | Јој, Кармела                                   | Кармела                      |
| 1996.      | Филомена Мартурано                             | Филумена Мартурано           |
| 1995—1996. | Срећни људи 2                                  | Антонија Милорадовић         |
| 1997.      | Птице које не полете                           |                              |
| 1998.      | Код луде птице                                 | као гост                     |
| 1998.      | Лагум                                          | Милица Павловић              |
| 1998—2001. | Породично благо                                | Валерија Гавриловић          |
| 1999.      | Пропутовање                                    |                              |
| 2000-те    |                                                |                              |
| 2001.      | Буди фин                                       |                              |
| 2001—2002. | Породично благо 2                              | Валерија Гавриловић          |
| 2002.      | Зона Замфирова                                 | Јевда                        |
| 2003—2009. | Мансарда                                       | Крунослава Хаџиантић „Круна“ |
| 2003.      | М(ј)ешовити брак (серија)                      | Анђелија Станивук            |
| 2006.      | Шејтанов ратник                                | Латинка                      |
| 2006—2007. | Бела лађа                                      | Јасмина Пантелић             |
| 2007.      | Позориште у кући                               | Ана Шумовић                  |
| 2008.      | Бела лађа 2                                    | Јасмина Пантелић             |
| 2008.      | Горки плодови                                  | Ружа                         |
| 2007—2015. | Улица липа                                     | Дуда                         |
| 2010-те    |                                                |                              |
| 2010.      | Оно као љубав                                  | Светлана                     |
| 2010.      | Луд, збуњен, нормалан                          | Лаура Шарафова               |
| 2010.      | Неке друге приче                               | Мајка                        |
| 2011.      | Село гори, а баба се чешља (ТВ серија)         | Директорка банке             |
| 2011.      | Мали љубавни бог                               | Марија                       |
| 2015—2016. | Синђелићи                                      | Лидија                       |
| 2017.      | Ни крива ни невина:Жанка Стокић                | Жанка Стокић                 |
| 2017.      | Santa Maria della Salute                       | Ана Паланачки                |
| 2017.      | Мамини синови                                  | Розалија Роса Поповић        |
| 2019.      | Шифра Деспот                                   | Смиља                        |
| 2019–2020. | Јунаци нашег доба                              | Марија Лазовић               |
| 2019.      | Пси лају, ветар носи                           | Стрина Миланка               |
| 2020-те    |                                                |                              |
| 2020.      | Калуп                                          | Мајка Мира                   |
| 2020.      | Мочвара (ТВ серија)                            | Даница Крсмановић            |
| 2020.      | Викенд са ћалетом                              | госпођа мама                 |
| 2020.      | Случај породице Бошковић                       | Бака Лола                    |
| 2021.      | Викенд са ћалетом (ТВ серија)                  | госпођа мама                 |
| 2021.      | Три мушкарца и тетка                           | Живка Станимировић           |
| 2021.      | Породица (ТВ серија)                           | Десанка Митровић             |
| 2021–2022. | Јунаци нашег доба 2                            | Марија Лазовић               |
| 2022-2024. | У клинчу                                       | Анка                         |

## Позоришне представе (избор)
Југословенско драмско позориште:
- Пучина (Јованка),
- Хеда Габлер (Хеда Габлер),
- Три сестре (Маша),
- Шума (Раиса Павловна Гурмишфка);
- Тартиф (Гопсођа Пернел),
- Није смрт бицикло да ти га украду (Госпођа).

Народно позориште:
- Мадам Сан-Жен (насловна улога),
- Учене жене (Белиза),
- Агамемнон (Касандра),
- Дом Бернарде Албе (Понсија),
- Ричард Трећи (Војвоткиња од Јорка).

Атеље 212:
- Ноћ трибада (Сири фон Есен),
- Аудијенција и Вернисаж (Вера),
- Кола мудрости двоја лудости (Клеопатра Мамајева),
- Филумена Мартурано (Филумена),
- Марија Стјуарт (Елизабета од Енглеске),
- Лагум (Милица Павловић),
- Дивљи мед (Ана Павловна),
- Мала љубав за мене или шта плаши Винсента Прајса (Џесика),
- Брачна игра (Џилијан),
- Сабране приче (Рут Штајнер),
- Бли (Вера),
- Матица (Милена Гавровић),
- Моја ти (Драгица).

Град театар Будва:
- Јегоров пут(Алма).

Модерна Гаража:
- Легија части (Милунка Савић).

Позориштанце Пуж:
- Ивица и Марица (Врача Врачевић).

Београдско драмско позориште:
- X+Y=0 (Госпођа X).

## Фестивали
1973. Београдско пролеће - Девојчица и звезда (Вече дечје песме, са хором Дома пионира Београд)

## Легат Светлане Бојковић
Драмска уметница Светлана Бојковић је одлучила да своју уметничко-глумачку заоставштину поклони Удружењу за културу, уметност и међународну сарадњу „Адлигат“.
Поклон драмске уметнице „Адлигату“ ће, између осталог, обухватати глумачке награде, личне предмете, архивску и библиотечку грађу, као и изабране комаде намештаја из стана Светлане Бојковић.

## Галерија
- Награда „Добричин прстен” за животно дело
- Награда „Жанка Стокић”
- Постер „Има СветлаНа крају тунела”
- Награда „Еуфемија”
- Награда „Златни ћуран” за животно дело
- Стеријина награда